# Rödvävare
Rödvävare (Anaplectes jubaensis) är en fågelart i familjen vävare inom ordningen tättingar.

## Utbredning och systematik
Fågeln förekommer i södra Somalia och närliggande kustnära Kenya.  Den kategoriserades tidigare som underart till scharlakansvävare (Anaplectes rubriceps) men urskildes 2016 som egen art av BirdLife International, 2022 av tongivande eBird/Clements och 2023 av International Ornithological Congress.

## Status
Den kategoriseras av IUCN som livskraftig.